# Tom Perriello

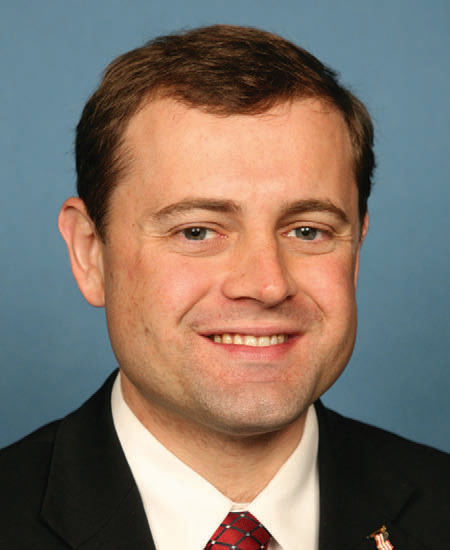
Tom Perriello (2009)

Thomas Stuart Price „Tom“ Perriello (* 9. Oktober 1974 in Charlottesville, Virginia) ist ein US-amerikanischer Politiker. Zwischen 2009 und 2011 vertrat er den Bundesstaat Virginia im US-Repräsentantenhaus.

## Werdegang
Tom Perriello besuchte die öffentlichen Schulen seiner Heimat. Danach studierte er bis 2001 an der Yale University unter anderem Jura. Anschließend arbeitete er als Berater für die internationale Staatsanwaltschaft, die unter anderem den liberianischen Diktator Charles Taylor anklagte. Er war oft im Ausland tätig, unter anderem in Afrika und im Nahen Osten. Politisch schloss er sich der Demokratischen Partei an.
Bei den Kongresswahlen des Jahres 2008 wurde Perriello im fünften Wahlbezirk von Virginia in das US-Repräsentantenhaus in Washington, D.C. gewählt, wo er am 3. Januar 2009 die Nachfolge von Virgil Goode antrat. Da er im Jahr 2010 nicht bestätigt wurde, konnte er bis zum 3. Januar 2011 nur eine Legislaturperiode im Kongress absolvieren. Dort war er Mitglied im Ausschuss für Verkehr und Infrastruktur und im Veteranenausschuss sowie in fünf Unterausschüssen. Für die Gouverneurswahl 2017 trat Perriello in der demokratischen Primary im Juni 2017 an, musste sich jedoch dem amtierenden Vizegouverneur Ralph Northam geschlagen geben. Während des Wahlkampfes wurde er vom linken Parteiflügel, unter anderen von Bernie Sanders, unterstützt.
Unter Präsident Barack Obama war er Sondergesandter der Vereinigten Staaten in der Demokratischen Republik Kongo. Im Februar 2024 ernannte ihn Joe Biden vor dem Hintergrund des Kriegs im Sudan zum Sondergesandten für diese Region.

## Nachweise
1. ↑  John Prendergast: Dirty Money Is Destroying Sudan: How America Can Stop Money Launderers From Funding Africa’s Worst Civil War. In: foreignaffairs.com, 27. Februar 2024, abgerufen am 29. Februar 2024.